# Drag Race Belgique (prima edizione)
La prima edizione di Drag Race Belgique è andata in streaming in Belgio dal 16 febbraio al 6 marzo 2023 sulla piattaforma Auvio, e in onda su Tipik in chiaro dal 19 febbraio al 9 marzo 2023.
Il 25 gennaio 2023 sono state annunciate le dieci concorrenti, provenienti da diverse parti del Belgio, in competizione per ottenere il titolo di Belgique's Next Drag Superstar.
Drag Couenne, vincitrice dell'edizione, ha guadagnato come premio 20000 €, una corona e uno scettro di Aster LAB.

## Concorrenti
Le dieci concorrenti che prendono parte al reality show sono:
| Concorrente          | Vero nome                  | Età | Città                          | Posizionamento |
| -------------------- | -------------------------- | --- | ------------------------------ | -------------- |
| Drag Couenne         | Adrien De Biasi            | 24  | Bruxelles – Bruxelles-Capitale | Vincitrice     |
| Athena Sorgelikis    | Arnaud Tsiakas             | 27  | Bruxelles – Bruxelles-Capitale | 2º posto       |
| Susan                | Jérome Depriestre          | 26  | Gand – Fiandre                 | 3º posto       |
| Mademoiselle Boop    | Renaud Delauvaux           | 37  | Bruxelles – Bruxelles-Capitale | 4º posto       |
| Peach                |                            | 23  | Liegi – Vallonia               | 5º posto       |
| Valenciaga           |                            | 26  | Gand – Fiandre                 | 6º posto       |
| Mocca Bone           | Andres Due Blust-Mommaerts | 35  | Bruxelles – Bruxelles-Capitale | 7º posto       |
| Edna Sorgelsen       |                            | 34  | Liegi – Vallonia               | 8º posto       |
| Amanda Tears         | Louis Soenen               | 21  | Mouscron – Vallonia            | 9º posto       |
| Brittany Von Bottoks |                            | 36  | Mons – Vallonia                | 10º posto      |

## Tabella eliminazioni
| Ordine | Episodi    | Episodi    | Episodi    | Episodi    | Episodi    | Episodi | Episodi | Episodi           |
| Ordine | 1          | 2          | 3          | 4          | 5          | 6       | 7       | 8                 |
| ------ | ---------- | ---------- | ---------- | ---------- | ---------- | ------- | ------- | ----------------- |
| 1      | Athena     | Couenne    | Susan      | Couenne    | Boop       | Athena  | Couenne | Drag Couenne      |
| 2      | Couenne    | Peach      | Boop       | Peach      | Susan      | Couenne | Susan   | Athena Sorgelikis |
| 3      | Peach      | Athena     | Peach      | Boop       | Couenne    | Susan   | Athena  | Susan             |
| 4      | Boop       | Edna       | Athena     | Athena     | Athena     | Boop    | Boop    |                   |
| 5      | Valenciaga | Boop       | Couenne    | Valenciaga | Peach      | Peach   |         |                   |
| 6      | Susan      | Mocca      | Mocca      | Susan      | Valenciaga |         |         |                   |
| 7      | Edna       | Susan      | Valenciaga | Mocca      |            |         |         |                   |
| 8      | Mocca      | Valenciaga | Edna       |            |            |         |         |                   |
| 9      | Amanda     | Amanda     |            |            |            |         |         |                   |
| 10     | Brittany   |            |            |            |            |         |         |                   |

Legenda:
     La concorrente ha vinto la gara
     La concorrente è arrivata in finale ma non ha vinto la gara
     La concorrente è arrivata in finale, ma è stata eliminata
     La concorrente ha vinto la puntata
     La concorrente figura tra le prime ma non ha vinto la puntata
     La concorrente è salva e accede alla puntata successiva (l'ordine di chiamata è casuale)
     La concorrente figura tra le ultime ma non ed è a rischio eliminazione
     La concorrente figura tra le ultime due ed è a rischio eliminazione
     La concorrente è stata eliminata

## Giudici
- Rita Baga
- Lufy
- Mustii

### Giudici ospiti
- Fanny Ruwet
- Rokia Bamba
- Beverly Jo Scott
- Jarry
- Jean-Paul Lespagnarde
- Anne Gruwez
- Plastic Bertrand
- David Janmotte
- Sandra Kim
- Lio
- Elena Gambardella
- Vanessa Van Cartier

## Special guest
- Juriji Der Klee
- Oliver Fraipoint
- David Watheiet
- Lara Bellerose
- Tamara Payne
- Stéphane Piedboeuf
- Laura Crowe & Him

## Riassunto episodi

### Episodio 1 –Bonjour Ledereen
Il primo episodio della prima edizione belga si apre con le concorrenti che entrano nell'atelier. La prima a entrare è Edna Sorgelsen, l'ultima è Amanda Tears. Rita Baga fa il suo ingresso annunciando l'inizio di una nuova edizione e dando il benvenuto alle concorrenti.
- La sfida principale: le concorrenti prendono parte a una gara di talenti, esibendosi davanti ai giudici. Rita Baga ritorna nell'atelier per vedere i preparativi della sfida, inoltre, aiuta le concorrenti con vari consigli su come dare il massimo per mostrare il proprio talento. Le concorrenti decidono di esibirsi nelle seguenti categorie:

| Concorrente          | Talento dell'esibizione |
| -------------------- | ----------------------- |
| Mocca Bone           | Danza classica          |
| Athena Sorgelikis    | Cabaret                 |
| Edna Sorgelsen       | Canto e ballo           |
| Peach                | Danza con la spada      |
| Valenciaga           | Esibizione con il kazoo |
| Susan                | Ginnastica ritmica      |
| Drag Couenne         | Canto                   |
| Brittany Von Bottoks | Stand-up comedy         |
| Amanda Tears         | Spogliarello            |
| Mademoiselle Boop    | Tragedia greca          |

Giudici ospiti della puntata sono Fanny Ruwet e Rokia Bamba. Il tema della sfilata è Belgicolor: Noir, Jaune et Rouge, dove le concorrenti devono sfoggiare un abito con i colori della bandiera del Belgio. Rita Baga dichiara Edna, Peach, Valenciaga, Susan e Boop salve e lascia le altre concorrenti sul palco per le critiche. Brittany Von Bottoks e Amanda Tears sono le peggiori, mentre Athena Sorgelikis è la migliore della puntata.
- L'eliminazione: Brittany Von Bottoks e Amanda Tears vengono chiamate ad esibirsi con la canzone Tous les mêmes di Stromae. Amanda Tears si salva, mentre Brittany Von Bottoks viene eliminata dalla competizione.

### Episodio 2 –Les Incotournables
Il secondo episodio si apre con le concorrenti che rientrano nell'atelier dopo l'eliminazione di Brittany, con Amanda grata di avere ancora una possibilità per dimostrare le sue qualità. Intanto le concorrenti si complimentano con Athena per aver vinto la prima sfida della versione belga dello show.
- La mini sfida: le concorrenti devono posare per un servizio fotografico, mentre devono resistere ad una tempesta generata da due soffiatori. La vincitrice della mini sfida è Susan.
- La sfida principale: le concorrenti, divise in tre gruppi, devono ideare, realizzare e produrre uno spot commerciale per promuovere un alimento tipico della gastronomia belga. Athena Sorgelikis, Amanda Tears e Susan, rispettivamente la migliore della puntata precedente, una delle peggiori delle puntata precedente e la vincitrice della mini sfida, saranno le caposquadra. Athena sceglie per il suo gruppo Couenne e Valenciaga, Amanda sceglie Boop e Mocca, mentre Susan sceglie Edna e Peach. Durante la divisione dei gruppi, si vengono a creare delle tensioni fra alcune delle concorrenti che vogliono fare lo spot sullo lo stesso prodotto. Dopo aver scritto il copione, le concorrenti raggiungono Rita Baga e Mustii, che aiuteranno a produrre gli spot nel ruolo di regista.

| Concorrenti       | Alimento della pubblicità | Personaggio dei fumetti             |
| ----------------- | ------------------------- | ----------------------------------- |
| Amanda Tears      | Gaufre                    | Marsupilami (Spirou e Fantasio)     |
| Mademoiselle Boop | Gaufre                    | Mademoiselle Jeanne (Gaston)        |
| Mocca Bone        | Gaufre                    | Marsupilami (Spirou e Fantasio)     |
| Athena Sorgelikis | Patate fritte             | Le Chat (Le Chat)                   |
| Drag Couenne      | Patate fritte             | Gaston Lagaffe (Gaston)             |
| Valenciaga        | Patate fritte             | Tante Sidonie (Bob et Bobette)      |
| Edna Sorgelsen    | Indivia                   | Marsupilami (Spirou e Fantasio)     |
| Peach             | Indivia                   | Natacha (Natacha)                   |
| Susan             | Indivia                   | De Koningin van Onderland (Jommeke) |

Giudici ospiti della puntata sono Beverly Jo Scott e Jarry.  Il tema della sfilata è Hors des Cadres, dove le concorrenti devono sfoggiare un abito ispirato ad un personaggio dei fumetti franco-belga. Rita Baga dichiara Athena, Edna, Boop e Mocca salve e lascia le altre concorrenti sul palco per le critiche. Amanda Tears e Valenciaga sono le peggiori, mentre Drag Couenne è la migliore della puntata.
- L'eliminazione: Amanda Tears e Valenciaga vengono chiamate ad esibirsi con la canzone Je t'aime di Lara Fabian. Valenciaga si salva, mentre Amanda Tears viene eliminata dalla competizione.

### Episodio 3 –Festival Realness
Il terzo episodio si apre con le concorrenti che rientrano nell'atelier dopo l'eliminazione di Amanda, con Valenciaga triste di aver eliminato una sua amica dal momento che aveva ancora molto da dare, affermando inoltre che farà di tutto per non finire di nuovo tra le peggiori.
- La mini sfida: le concorrenti devono ricreare una divisa da calcio in modo drag, per poi prendere parte ad un servizio fotografico e fare un loro resoconto del perché dovrebbero essere arruolate nella prima squadra di calcio composta esclusivamente da drag queen. La vincitrice della mini sfida è Edna Sorgelsen.
- La sfida principale: le concorrenti devono presentare due look differenti a tema campeggio; di cui uno dovrà essere cucito e assemblato a mano. Le categorie sono:
  - Queens of the Stage - Les reines de la scène: un look perfetto per una giornata ad un festival musicale;
  - Festival Realness: un look realizzato in giornata con oggetti e cianfrusaglie che si possono trovare durante i festival musicali.

Avendo vinto la mini sfida, Edna ha possibilità di scegliere per prima i materiali da utilizzare per la sfida. Rita Baga ritorna nell'atelier, per vedere come le concorrenti procedono con la creazione degli abiti, offrendo inoltre consigli su come eccellere in una sfida di design.
Giudice ospite della puntata è Jean-Paul Lespagnarde. Rita Baga dichiara Peach, Athena e Couenne salve e lascia le altre concorrenti sul palco per le critiche. Mocca Bone, Edna Sorgelsen e Valenciaga sono le peggiori, mentre Susan è la migliore della puntata.
- L'eliminazione: Mocca Bone, Edna Sorgelsen e Valenciaga vengono chiamate ad esibirsi con la canzone Pump Up the Jam dei Technotronic. Mocca Bone e Valenciaga si salvano, mentre Edna Sorgelsen viene eliminata dalla competizione.

### Episodio 4 –L'Émission Qui Vous Déshabille
Il quarto episodio si apre con le concorrenti che rientrano nell'atelier dopo l'eliminazione di Edna, ancora sconvolte per il lip-sync a tre. Sia Athena che Boop sono tristi per l'uscita di una loro cara amica e affermano che faranno di tutto per arrivare in finale anche per lei.
- La mini sfida: le concorrenti devono "leggersi" a vicenda, ovvero dire qualcosa di cattivo ma facendolo in modo scherzoso. La vincitrice della mini sfida è Mademoiselle Boop.
- La sfida principale: le concorrenti, divise in due squadre, devono improvvisare due sketch nello show Ni juge, ni soumise, un programma relativo a casi giudiziari stile Forum. Avendo vinto la mini sfida Boop ha la possibilità di assegnare i ruoli per la sfida.

| Concorrente       | Personaggio interpretato |
| ----------------- | ------------------------ |
| Athena Sorgelikis | Martine                  |
| Drag Couenne      | The Magistrate           |
| Mademoiselle Boop | Béa                      |
| Mocca Bone        | Josie                    |
| Peach             | Allison                  |
| Susan             | Monique                  |
| Valenciaga        | Beverly                  |

Giudice ospite della puntata è Anne Gruwez. Il tema della sfilata è Ceci N'est Pas un Look, dove le concorrenti devono sfoggiare un abito ispirato al surrealismo belga. Rita Baga dichiara Boop e Athena salve e lascia le altre concorrenti sul palco per le critiche. Mocca Bone e Susan sono le peggiori, mentre Drag Couenne è la migliore della puntata.
- L'eliminazione: Mocca Bone e Susan vengono chiamate ad esibirsi con la canzone Million Eyes di Loïc Nottet. Susan si salva, mentre Mocca Bone viene eliminata dalla competizione.

### Episodio 5 –Snatch Game
Il quinto episodio si apre con le concorrenti che rientrano nell'atelier dopo l'eliminazione di Mocca, con Susan grata di aver ricevuto una seconda possibilità per dimostrare le sue qualità. Couenne è al settimo cielo per essere la prima concorrente a raggiungere la sua seconda vittoria, mentre Valenciaga si sente molto amareggiata per il suo percorso in costante discesa.
- La mini sfida: le concorrenti, divise in coppie, devono creare un lip-sync sulla canzone Bring Back My Girls di RuPaul, usando il torso di una e le gambe di un'altra. Le vincitrici della mini sfida sono Mademoiselle Boop e Susan.
- La sfida principale: per la sfida principale, le concorrenti prendono parte alla sfida più attesa in ogni edizione dello show, lo Snatch Game. Plastic Bertrand e Juriji Der Klee, concorrente della seconda edizione di Drag Race España, sono i concorrenti del gioco. Le concorrenti devono scegliere una celebrità e impersonarla per l'intero gioco, con lo scopo di essere il più divertenti possibili. Rita Baga ritorna nell'atelier per vedere quali personaggi sono stati scelti, inoltre, aiuta le concorrenti con vari consigli per dare il meglio nel gioco. Le celebrità scelte dalle concorrenti sono state:

| Concorrente       | Celebrità impersonata |
| ----------------- | --------------------- |
| Athena Sorgelikis | Serge Gainsbourg      |
| Drag Couenne      | Michel Daerden        |
| Mademoiselle Boop | Amélie Nothomb        |
| Peach             | Dominique Lehmann     |
| Susan             | Sœur Sourire          |
| Valenciaga        | Vanessa Paradis       |

Giudice ospite della puntata è Plastic Bertrand. Il tema della sfilata è Mille et Une Audrey Hepburn, dove le concorrenti devono sfoggiare un abito che rispecchi un look iconico di Audrey Hepburn. Durante i giudizi viene chiesto alle concorrenti, chi secondo loro merita di essere eliminata. Dopo la sfilata e le critiche dei giudici, Rita Baga dichiara Valenciaga e Peach le peggiori, mentre Mademoiselle Boop è la migliore della puntata.
- L'eliminazione: Valenciaga e Peach vengono chiamate ad esibirsi con la canzone The Feeling di Gabry Ponte e Henri PFR. Peach si salva, mentre Valenciaga viene eliminata dalla competizione.

### Episodio 6 –A Deux C'est Mieu!
Il sesto episodio si apre con le concorrenti che rientrano nell'atelier dopo l'eliminazione di Valenciaga, con le concorrenti che si complimentano con Boop per aver vinto una delle sfide più iconiche del franchise.
- La mini sfida: le concorrenti prendono parte al gioco del Memory, con l'obbiettivo di indovinare il maggior numero di coppie nascoste sulla schiena dei membri della Pit Crew. La vincitrice della mini sfida è Peach.
- La sfida principale: le concorrenti devono truccare e preparare alcuni personaggi televisivi della televisione franco-belga, con l'obiettivo di farle diventare simili in drag. Avendo vinto la mini sfida, Peach ha la possibilità di formare le coppie per la sfida. Quando Rita Baga ritorna nell'atelier, insieme a lui c'è Lufy, che offrono consigli su come eccellere in una sfida di makeover.

| Concorrente       | Personaggio TV (Nome Reale) | Personaggio TV (Nome in Drag) |
| ----------------- | --------------------------- | ----------------------------- |
| Athena Sorgelikis | Lara Bellerose              | Artémis Sorgelikis            |
| Drag Couenne      | Stéphane Piedboeuf          | Drag Jacky Van Piperzeel      |
| Mademoiselle Boop | Tamara Payne                | Carrie Boop                   |
| Peach             | Oliver Fraipoint            | Melo Pili                     |
| Susan             | David Watheiet              | Mireille                      |

Giudici ospiti della puntata sono Sandra Kim e David Jeanmotte. Il tema della sfilata è Portraits de Famille, dove le concorrenti e i personaggi TV devono sfoggiare due abiti che rappresentano la loro famiglia drag. Dopo la sfilata e le critiche dei giudici, Rita Baga dichiara Peach e Mademoiselle Boop le peggiori, mentre Athena Sorgelikis è la migliore della puntata.
- L'eliminazione: Peach e Mademoiselle Boop vengono chiamate ad esibirsi con la canzone J'aime la vie di Sandra Kim. Mademoiselle Boop si salva, mentre Peach viene eliminata dalla competizione.

### Episodio 7 –Discour de Reine
Il settimo episodio si apre con le concorrenti che rientrano nell'atelier dopo l'eliminazione di Peach, con le concorrenti al settimo cielo per essere le ultime quattro rimaste. Il giorno successivo nell'atelier, le concorrenti fanno il calcolo delle vittorie di tutte, e molte si chiedono chi riuscirà ad accedere alla finale e chi invece sarà eliminata.
- La mini sfida: le concorrenti dovranno truccarsi totalmente al buio in 15 minuti, senza poter utilizzare nessun tipo di specchio. Al termine del tempo mostreranno il risultato a Rita Baga. La vincitrice della mini sfida è Mademoiselle Boop.
- La sfida principale: le concorrenti devono scrivere ed esporre in maniera comica un discorso alla nazione, impersonando un'ipotetica Regina del Belgio. Avendo vinto la mini sfida, Boop decide l'ordine d'esibizione che è: Boop, Susan, Athena e infine Couenne. Una volta scritte le battute le concorrenti raggiungono il palcoscenico principale, dove Rita Baga offre consigli su come eccellere in una sfida comica.

Giudice ospite della puntata è Lio. Il tema della sfilata è Glamour à Knokke-le-Zoute, dove le concorrenti devono sfoggiare un abito perfetto per una giornata sul lungomare. Durante i giudizi viene chiesto alle concorrenti, perché meritano di accedere alla finale. Dopo la sfilata e le critiche dei giudici, Rita Baga dichiara Madmoiselle Boop e Athena Sorgelikis le peggiori, mentre Drag Couenne è la migliore della puntata ed accede alla finale, Susan si salva ed accede alla finale.
- L'eliminazione: Madmoiselle Boop e Athena Sorgelikis vengono chiamate ad esibirsi con la canzone Le banana split di Lio. Athena Sorgelikis si salva e accede alla finale, mentre Mademoiselle Boop viene eliminata dalla competizione.

### Episodio 8 –La Finale
L'ottavo ed ultimo episodio di quest'edizione si apre con le finaliste che ritornano nell'atelier dopo l'eliminazione di Boop, si discute dei punti di forza ed i punti deboli delle tre finaliste, inoltre si discute su chi riuscirà a vincere quest'edizione ed il titolo di prima Drag Superstar belga.
Per l'ultima prova, prima di incoronare la vincitrice di quest'edizione, le concorrenti devono cantare, ballare ed esibirsi dal vivo sulla canzone Fierce e poi devono prendere parte ad un'intervista con Rita Baga.
Una volta scritto il pezzo, ogni concorrente va nella sala registrazione, dove il duo Laura Crowe & Him da loro consigli e aiuto per la registrazione del pezzo. Per la realizzazione della coreografia, le concorrenti raggiungono successivamente il palcoscenico principale, dove la coreografa Elena Gambarella insegna i vari passi della coreografia. Nel frattempo a una ad una le concorrenti prendono parte all'intervista con Rita Baga che pone domande sulla loro esperienza in questa edizione di Drag Race Belgique.
I giudici della puntata sono: Rita Baga, Lufy, Mustii con Elena Gambarella e Vanessa Van Cartier in qualità di giudici ospiti. Il tema della sfilata è Eleganza Extravaganza, dove tutte le concorrenti dell'edizione devono sfilare con il loro vestito migliore.
Dopo le critiche, le finaliste tornano nell'atelier dove ad aspettarle ci sono tutte le concorrenti dell'edizione, dove discutono dell'esperienza vissuta nello show. Viene poi eletta la prima Miss Simpatia che, come accade nella versione statunitense, è stata selezionata dal voto di tutte le concorrenti. A vincere il titolo è stata Valenciaga.
Al ritorno sulla passerella, Rita Baga comunica che le due finaliste che accedono alla finalissima sono Athena Sorgelikis e Drag Couenne mentre Susan viene eliminata dalla competizione. Athena Sorgelikis e Drag Couenne si esibiscono in playback sulla canzone Démons di Angèle e Damso. Dopo l'esibizione, Rita Baga dichiara Drag Couenne vincitrice della prima edizione di Drag Race Belgique.